# ジョロフ王国
ジョロフ王国（ジョロフおうこく）は、かつてセネガルに存在していた王国である。
ジョロフ王国（Jolof、Dyolof、Wolof）は、現在もこの地域に居住するウォロフ族の王国。首都はダカールから北東152キロメートルのリンゲールに置かれた。ジョロフについては、マリ王国と直接貿易を行ったことぐらいしか分かっていない。

## 略史
ジョロフは14世紀後半に隣接諸国を支配するようになってジョロフ帝国（ジョロフていこく）と称され、ポルトガルから有益な交易がもたらされた16世紀初頭には絶頂を迎えたが、1549年、西部地域のカヨルが独立、1555年にはバオルも分離し、衰え始めた。残存したジョロフ王国と隣国の間は、ポルトガルとの交易を競い合ううちに単なる隣国にすぎなくなった。1890年代、ジョロフ王国はダカールのフランス植民地政府に吸収された。

## 略年表
- 1200年                建国
- 1350年 ワーロなど隣接する国の支配を始める。
- 1500年                絶頂期
- 1549年                カヨル、バオルの分裂などで、衰え始める。
- 1875年–1890年 アマドゥ・シャイクの帝国に併合される。
- 1895年                フランスの支配下となる。
- 1900年                消滅

## ジョロフ王国の君主（ウォロフ語：Buur-ba Jolof）
- N'Dyadya N'Dyaye (1350-1370)
- Sare N'Dyaye (1370-1390)
- N'Diklam Sare (1390-1420)
- Tyukuli N'Diklam (1420-1440)
- Leeyti Tyukuli (1440-1450)
- N'Dyelen Mbey Leeyti (1450-1465)
- Birayma N'dyeme Eter (1465-1481)
- Tase Daagulen (1481-1488)
- Birayma Kuran Kan (1488-1492)
- Bukaar Biye-Sungule (1492-1527)
- Birayma Dyeme-Kumba (1527-1543)
- Leele Fuli Fak (1543-1549)
- al-Buri Penda (1549-1566)
- Lat-Samba (1566-1597)
- Gireun Buri Dyelen (1597-1605)
- Birayma Penda (1605-1649)
- Birayma Mba (1649-1670)
- Bakar Penda (1670-1711)
- Bakan-Tam Gan (1711-1721)
- al-Buri Dyakher (1721-1740)
- Birayamb (1740-1748)
- Birawa Keme (1748-1750)
- Lat-Kodu (1750-1755)
- Bakaa-Tam Buri-Nyabu (1755-1763)
- Mba Kompass (1763-1800)
- Mba Buri-Nyabu (1800-1818)
- Birayamb Kumba-Gey (1818-1838)
- al-Buri Tam (1838-1845)
- Baka Kodu (1845-1847)
- Birayamb Aram (1847-1849)
- Birayma-Penda (1849)
- Mbanyi-Paate (1849)
- Lat-Koddu (1849)

(王位不在期間)
- Birayamb Ma-Dyigen (1850-1855)
- al-Buri Peya (1855-1856)
- Bakan-Tam Yaago (1856-1858)
- Taanor (1858-1863)
- Bakan-Tam Khaari (1863-1871)
- Amadu Seeku (1871-1875)
- 'Ali Buri N'Dyaye (1875-1890)
- フランスの支配 (1889-1960)